# Gazella borbonica
Gazella borbonica és una espècie extinta de mamífer artiodàctil de la família dels bòvids que visqué a Europa entre el Pliocè i el Plistocè. Se n'han trobat restes fòssils a Espanya, França, els Països Baixos i el Regne Unit. Tenia banyes llargues, moderadament divergents i lleugerament corbes i era de mida comparable a la de la gasela comuna, amb una alçada a la creu d'aproximadament 60 cm. Vivia en un medi amb nombrosos depredadors. Un estudi basat en els anells de creixement dels seus ossos establí que assolia la maduresa sexual durant el seu primer any de vida.